# 115. østlige længdekreds
Den 115. østlige længdekreds (eller 115 grader østlig længde) er en længdekreds, der ligger 115 grader øst for nulmeridianen. Den løber gennem Ishavet, Asien, det Indiske Ocean, Australasien, det Sydlige Ishav og Antarktis.